# Neonicotinoide
Neonicotinoide (uneori prescurtați la neonici /ˈniːoʊnɪks/ ) sunt o clasă de insecticide neuro-active similare chimic cu nicotina, dezvoltate de oamenii de știință de la Shell și Bayer în anii 1980. Neonicotinoidele au devenit printre cele mai utilizate insecticide în protecția culturilor datorită eficacității lor împotriva unui spectru larg de dăunători. Aceste insecticide au o specificitate ridicată pentru insecte și sunt utilizate pe scară largă în scopuri veterinare, inclusiv pentru controlul căpușelor și al puricilor. Deoarece afectează însă sistemul nervos central al insectelor, neonicotinoidele ucid sau afectează în mod nociv o mare varietate de insecte țintă și ne-țintă și au fost interzise în Europa începând cu 2014.

## Istoric
Precursorul nitiazinei a fost sintetizat pentru prima dată de Henry Feuer, un chimist la Universitatea Purdue, în 1970.
Cercetatorii de la Shell au descoperit in timpul screening-ului că acest precursor avea potential de insecticid și l-au rafinat pentru a dezvolta nitiazina.
În 1984, s-a descoperit că modul de acțiune al nitiazinei este ca un agonist postsinaptic al receptorului de acetilcolină, același cu nicotina. Nitiazina nu acționează ca un inhibitor de acetilcolinesterază , spre deosebire de insecticidele organofosfatice și carbamate. În timp ce nitiazina are specificitatea dorită (adică toxicitate scăzută la mamifere), nu este fotostabilă - adică se descompune în lumina soarelui și, prin urmare, nu este viabilă comercial.
În 1985, Bayer (Shinzo Kagabu) a brevetat imidaclopridul ca primul neonicotinoid comercial.
La sfârșitul anilor 1990, imidaclopridul a ajuns să fie utilizat pe scară largă. Începând cu anii 2000, alte două neonicotinoide, Clothianidin⁠(d) și tiametoxam, au intrat pe piață. DIN 2013 practic tot porumbul din SUA a fost tratat cu unul dintre aceste două insecticide. În 2014 aproximativ o treime din suprafața de soia din SUA a fost plantată cu semințe tratate cu neonicotinoide, de obicei imidacloprid sau tiametoxam.
Prima generație de neonicotinoide disponibile au avut în componență acetamiprid, clothianidin, dinotefuran, imidacloprid, nitenpyram, nitiazine, thiacloprid și tiametoxam. Generația mai recentă de neonicotinoide comercializată are în componență cicloxaprid, imidaclotiz, paichongding, sulfoxaflor, guadipir și flupiradifurona. Imidaclopridul a fost cel mai utilizat insecticid din lume din 1999 până în 2018.

## Activitate chimică și proprietăți
Neonicotinoidele, precum nicotina, se leagă de receptorii nicotinici de acetilcolină (nAChR) ai unei celule și declanșează un răspuns din partea acelei celule. La mamifere, receptorii nicotinici de acetilcolină sunt localizați atât în celulele sistemului nervos central, cât și în sistemul nervos periferic. La insecte, acești receptori sunt limitați la sistemul nervos central. Receptorii nicotinici de acetilcolină sunt activați de neurotransmițătorul acetilcolină. În timp ce activarea scăzută până la moderată a acestor receptori provoacă stimulare nervoasă, nivelurile ridicate ale lor suprastimulează și blochează receptorii, provocând paralizie și moarte. Acetilcolinesteraza descompune acetilcolina pentru a opri semnalele de la acești receptori. Cu toate acestea, acetilcolinesteraza nu poate descompune neonicotinoidele și legătura creată este ireversibilă.

## Efecte ecologice și restricționare
Deoarece afectează sistemul nervos central al insectelor, neonicotinoidele ucid sau afectează în mod nociv o mare varietate de insecte țintă și ne-țintă. Insecticidele sunt adesea aplicate pe semințe înainte de plantare ca tratament profilactic împotriva insectelor erbivore. Neonicotinoidele sunt solubile în apă, așa că atunci când sămânța încolțește și crește, planta în curs de dezvoltare absoarbe pesticidul în țesuturile sale pe măsură ce absoarbe apa. Neonicotinoidele pot fi aplicate direct pe sol. Odată absorbite, neonicotinoidele devin prezente în întreaga plantă, inclusiv în frunzele, florile, nectarul și polenul acesteia.
Utilizarea neonicotinoidelor a fost legată de efecte ecologice negative, prezentând inclusiv riscuri pentru multe organisme nețintă, în special albine și polenizatori. O analiză din 2018 efectuată de Autoritatea Europeană pentru Siguranța Alimentară (EFSA) a concluzionat că majoritatea utilizărilor pesticidelor neonicotinoide reprezintă un risc pentru albinele sălbatice și pentru albinele melifere. În 2022, Agenția pentru Protecția Mediului din Statele Unite (EPA) a concluzionat că neonicotinoidele ar putea afecta negativ majoritatea speciilor pe cale de dispariție. Neonicotinoidele contaminează pe scară largă zonele umede, pâraiele și râurile și, datorită utilizării lor pe scară largă, insectele care polenizează sunt expuse la acestea. Se crede că efectele expunerii cronice la nivel scăzut la neonicotinoide din mediu există la albine și sunt chiar mai frecvente decât efectele direct letale. Aceste efecte la albine includ dificultăți de navigare, de învățare și de hrană, răspunsul imun suprimat, viabilitatea mai scăzută a spermei, durata de viață scurtă a mătcilor și numărul redus de noi mătci produse.
În 2013, Uniunea Europeană și unele țări învecinate au restricționat utilizarea anumitor neonicotinoide. În 2018, UE a interzis cele trei neonicotinoide principale (clothianidin, imidacloprid și tiametoxam) pentru toate utilizările în aer liber. Pentru a avea grijă de insectele care fac polenizarea și de albine, mai multe state din SUA au restricționat neonicotinoidele.

## Piața
Neonicotinoidele au fost înregistrate în peste 120 de țări. Cu o cifră de afaceri globală de 1,5 miliarde de Euro în 2008, acestea reprezentau 24% din piața globală a insecticidelor. Piața a crescut de la 155 de milioane de Euro în 1990 la 957 milioane de Euro în 2008. Neonicotinoidele au reprezentat 80% din toate vânzările de produse de tratament pentru semințe în 2008.
Începând cu 2011, pe piața de desfacere există șapte neonicotinoide.
| Nume         | Companie                              | Produse                         | Cifra de afaceri în milioane USD (2009) |
| ------------ | ------------------------------------- | ------------------------------- | --------------------------------------- |
| Imidacloprid | Bayer CropScience                     | Confidor, Admir, Gaucho, Avocat | 1.091                                   |
| tiametoxam   | Syngenta                              | Actara, Platinum, Cruiser       | 627                                     |
| Clothianidin | Sumitomo Chemical / Bayer CropScience | Poncho, Dantosu, Dantop, Belay  | 439                                     |
| Acetamiprid  | Nippon Soda                           | Mospilan, Assail, ChipcoTristar | 276                                     |
| Tiacloprid   | Bayer CropScience                     | Calypso                         | 112                                     |
| Dinotefuran  | Mitsui Chemicals                      | Starkle, Safari, Venom          | 79                                      |
| Nitenpyram   | Sumitomo Chemical                     | Capstar, Gardian                | 8                                       |